# Ćazim Suljić
Ćazim Suljić (phát âm tiếng Serbia-Croatia: [sǔːʎitɕ]; sinh 29 tháng 10 năm 1996) là một cầu thủ bóng đá Bosnia gốc Pháp thi đấu ở vị trí tiền vệ cho Ankaran Hrvatini mượn từ Crotone.

## Sự nghiệp câu lạc bộ
Suljić là sản phẩm trẻ của Saint-Étienne. Anh ra mắt tại Coupe de la Ligue ngày 16 tháng 12 năm 2015 trước Paris Saint-Germain. Anh thi đấu toàn bộ trận.